# 헨트 조약

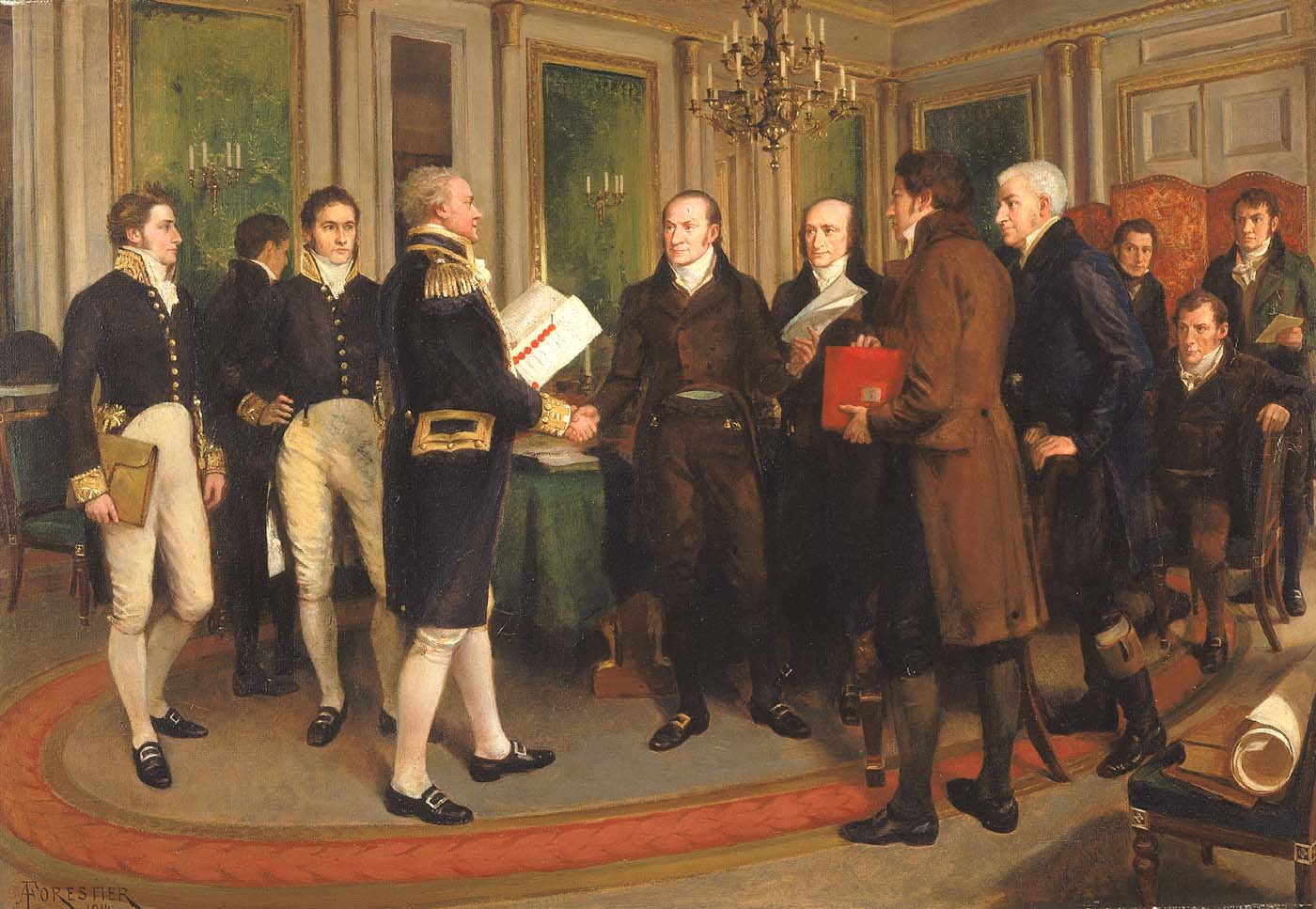
헨트 조약의 조인, 제임스 감비어 제독이 미국의 존 퀀시 애덤스와 악수를 나누고 있다.

헨트 조약(Treaty of Ghent)은 미영 전쟁의 휴전 조약으로 1814년 12월 24일에 벨기에 헨트에서 체결되었다. 이 전쟁에서 미국은 항상 열세였다. 그러나 다행히도, 영국은 나폴레옹 전쟁으로 군사적, 경제적으로 피폐하고 있으며, 빈 회의의 아래에서 새로운 질서를 빨리 확립하고 싶은 의향도 있었기 때문에 휴전을 원했다. 이 협약은 양국의 모든 것을 ‘전쟁 이전의 상태로 되돌리는’(Status quo ante bellum) 것으로 양 측의 영토 손실이 없도록 하는 것이었다. 그러나 이 조약으로 미영 간의 북동부 국경이 확정되었고, 미국의 캐나다에 대한 야심은 좌절되었다. 한편 영국도 얻은 것은 없으며 양국 간의 피해만 주고 받은 전쟁일 뿐이었다. 그러나 미국은 강대국 영국을 두 번이나 격퇴 하게 되어 큰 자신감이 찾은 것은 확실히 대국 의식을 싹트게 하기에 충분했다. 경제적으로도 영국에 대한 의존도를 벗어나 이후 대외 팽창 정책에도 일정한 탄력이 붙었다.